# Łódzki Szlak Konny

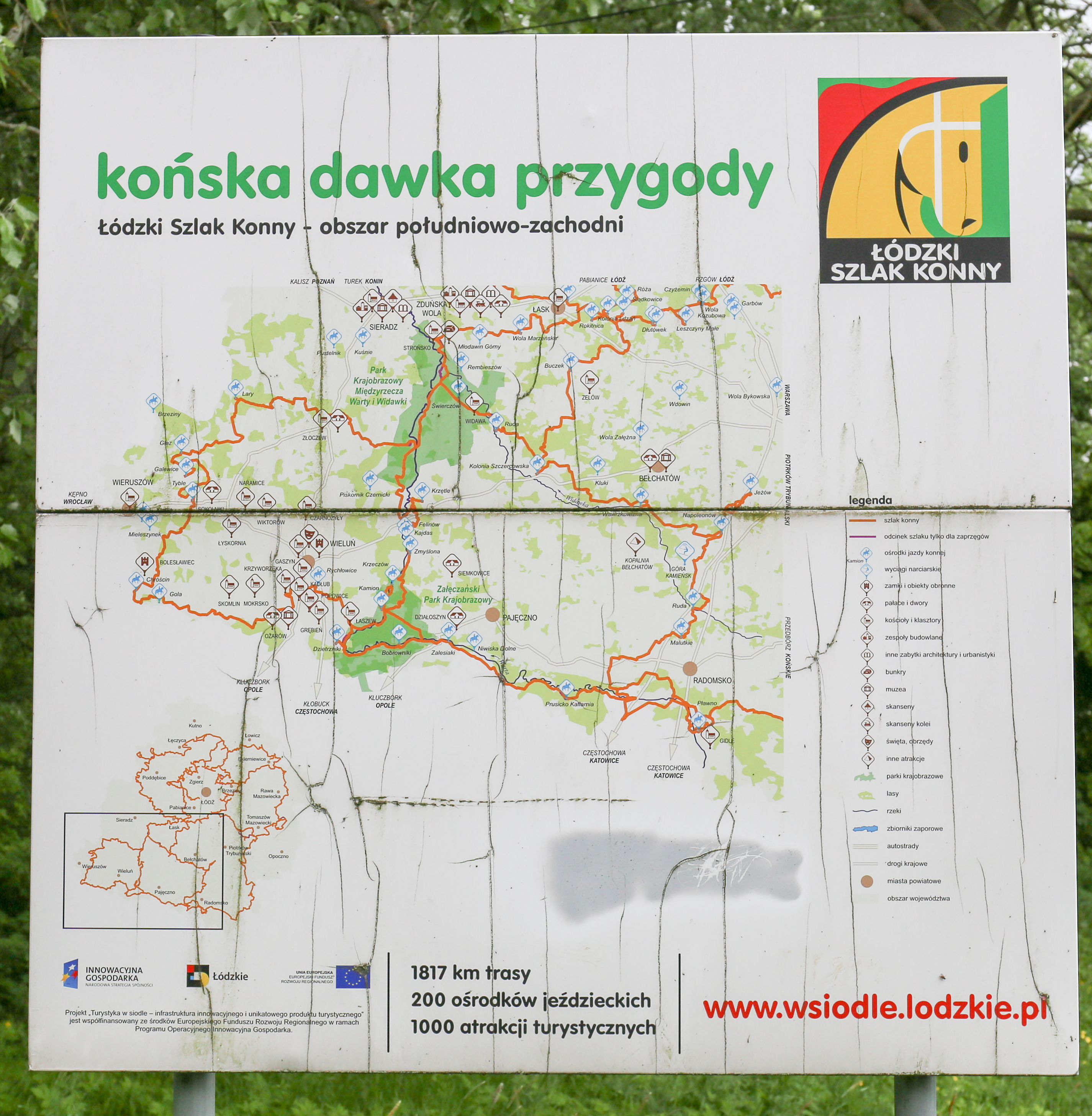
Mapa szlaków

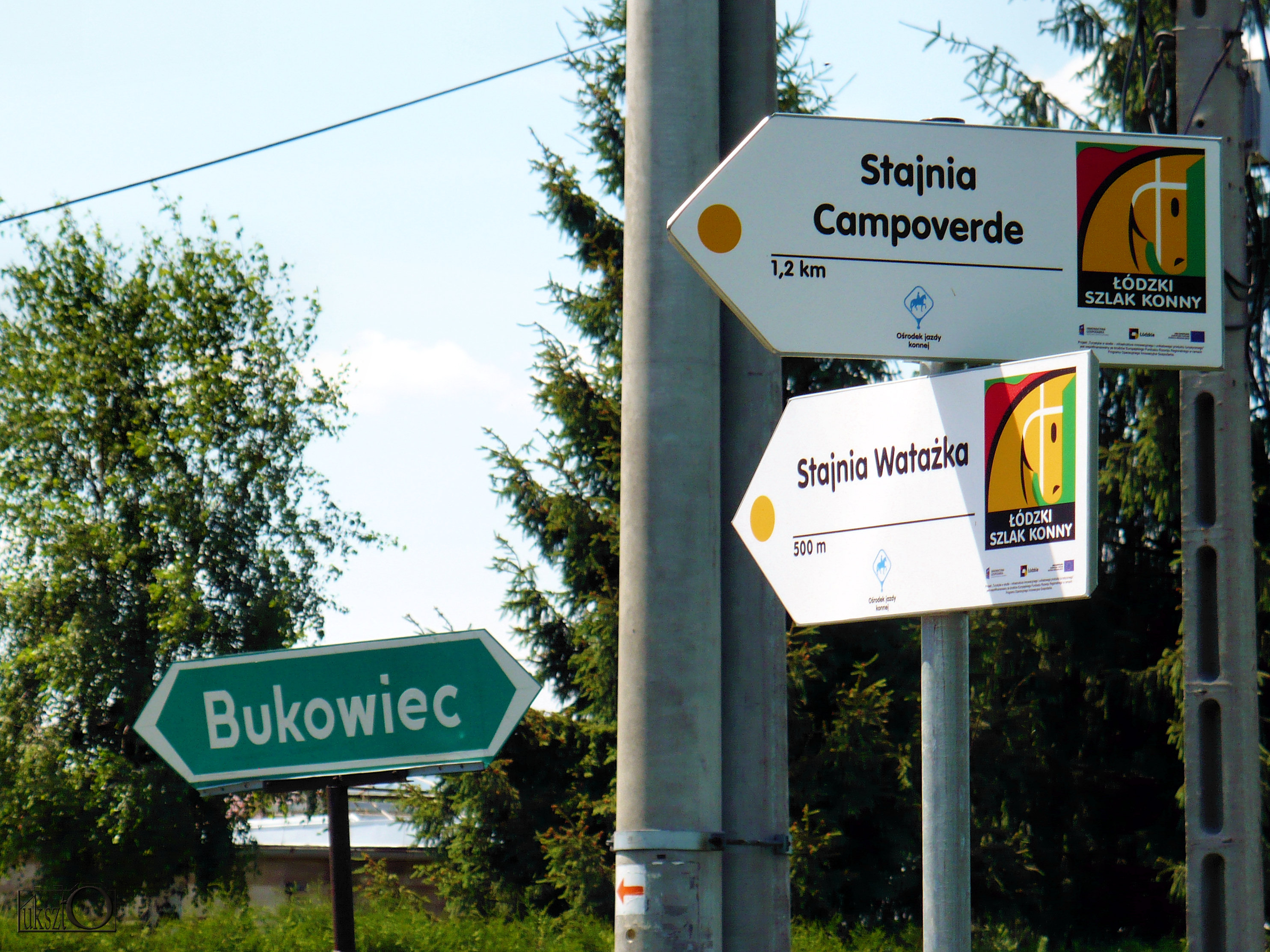
Łódzki Szlak Konny – oznaczenia w Bukowcu

Łódzki Szlak Konny – turystyczny szlak konny obejmujący obszar województwa łódzkiego. Szlak jest najdłuższą trasą w Europie przeznaczoną do uprawiania turystyki konnej – jego długość to ponad 2000 km (rok 2014). Szlak powstał w ramach projektu „Turystyka w siodle – infrastruktura innowacyjnego i unikatowego produktu turystycznego”, którego beneficjentem jest Województwo Łódzkie.

## Opis
Szlak oznakowano w oparciu o przepisy PTTK. Łódzki Szlak Konny składa się z dwóch pętli połączonych łącznikami:
- wewnętrznej, okalającej stolicę województwa,
- zewnętrznej poprowadzonej wzdłuż granic województwa.

Zaletą szlaku jest możliwość uprawiania różnorodnych form turystyki konnej:
- amatorskiej jazdy konnej indywidualnej lub grupowej,
- powożenia zaprzęgami; wozy typu western, bryczki, sanie,
- jeździectwa zaawansowanego dla osób szukających ciekawych terenów,
- inscenizacji wydarzeń historycznych,
- hipoterapii[1].

Szlak konny mogą wykorzystywać także zwolennicy innych dyscyplin sportowych, np. turystyki rowerowej, pieszej lub wodnej.

### Obiekty
Wzdłuż lub w pobliżu trasy rozmieszczonych jest ponad 130 ośrodków jazdy konnej – oferują również usługi noclegowe i gastronomiczne.
Na trasie Łódzkiego Szlaku Konnego udostępniono 21 miejsc postojowych. Zostały one wyposażone w obiekty niezbędne w czasie postoju i odpoczynku, m.in. koniowiązy, miejsca popasu i wybieg dla koni, wiaty, altany, zagrody. Miejsca postojowe otaczają drewniane ogrodzenia. Dostęp do tej infrastruktury jest bezpłatny. Przewidziano także udogodnienia dla niepełnosprawnych turystów.
Na Łódzkim Szlaku Konnym jest 20 Punktów Informacji i Monitorowania Turysty, które wyposażono w sprzęt komputerowy i nawigacyjny. Nawigacje oraz lokalizatory GPS można wypożyczać bezpłatnie.
Cztery muzea położone na trasie Łódzkiego Szlaku Konnego posiadają audioprzewodniki:
- Muzeum w Nieborowie i Arkadii
- pałac w Walewicach
- muzeum w klasztorze Cystersów w Sulejowie
- Muzeum Wnętrz Dworskich w Ożarowie

Obiekty Łódzkiego Szlaku Konnego zlokalizowane w Łodzi przy ul. Wycieczkowej 86 (Las Łagiewnicki) pełnią funkcję miejsca postojowego oraz Centrum Zarządzania Szlakiem.
Projekt „Turystyka w siodle – infrastruktura innowacyjnego i unikatowego produktu turystycznego” uzyskał dofinansowanie w ramach „Działania 6.4 Programu Operacyjnego Innowacyjna Gospodarka na lata 2007–2013”.

## Patron
Patronem Łódzkiego Szlaku Konnego jest major Henryk „Hubal” Dobrzański, który walczył na ziemi łódzkiej.